# Dampvormige anesthetica

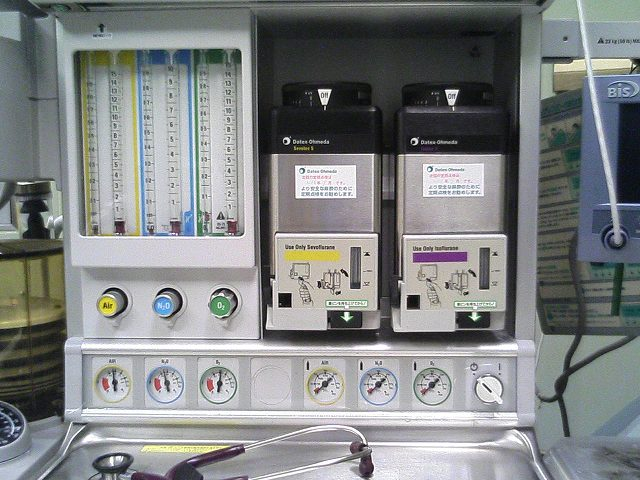
Voorbeeld van een verdamper ten behoeve van dampvormige anesthetica.

Dampvormige anesthetica (DVA) zijn anesthesiegassen zoals halothaan, ether, desfluraan en sevofluraan die gebruikt worden om algehele anesthesie te geven aan een patiënt. De precieze werking is tot op heden niet geheel duidelijk. Naast de dampvormige anesthetica zijn er ook intraveneuze anesthetica zoals momenteel het meest gebruikt: propofol.

## Toedieningswijze
Dampvormige anesthetica (dampen of anesthesiegassen) worden toegevoegd aan het gasmengsel dat via slangen aan een patiënt wordt gegeven tijdens anesthesie. Dit gaat via een beademingstoestel (narcoseapparaat). Via een verdamper (apparaat dat het vloeibare DVA laat verdampen tot een gas) wordt aan de stroom met zuurstof (en eventueel perslucht) damp toegevoegd. Lachgas wordt net als perslucht direct aan het gasmengsel toegevoegd, omdat dit chemisch gezien eigenlijk bijna een gas is in plaats van een damp.

## Namen van dampvormige anesthetica
Oudere dampvormige anesthetica zijn ether, chloroform, methoxyfluraan, cyclopropaan en trichloorethyleen.
Daarna kwam halothaan, dat in de jaren tachtig van de 20e eeuw werd opgevolgd/vervangen door enfluraan en isofluraan.
Daarna kwamen snellere middelen (zowel in- als uitwerking) in de jaren negentig. Dit zijn sevofluraan en desfluraan.
Lachgas is ook een ouder middel en neemt vanwege zijn lage potentie en specifieke eigenschappen een aparte plaats in.

## Sterkte of potentie
Dampvormige anesthetica worden in sterkte ingedeeld via hun MAC-waarde anesthetica. Halothaan is erg potent en lachgas is weinig potent.

## Werking
De exacte werking waardoor bij dampvormige anesthetica anesthesie ontstaat, is nog niet geheel bekend. Het werkt als een anestheticum en geeft een toestand van diepe slaap ook wel narcose of algemene anesthesie genoemd. Het geeft tevens pijnstilling (analgesie) en een bepaalde mate van verslapping (spierrelaxatie).

## Bijwerkingen
In zeldzame gevallen kunnen alle huidige dampvormige anesthetica maligne hyperthermie geven bij gevoelige personen. Bij deze personen zijn dampen dus absoluut gecontra-indiceerd.  Naast de normale bijwerkingen van dampvormige anesthetica zoals op de circulatie (lage bloeddruk, ritmestoornissen bij adrenaline gebruik) en op de ventilatie (ademhalingsdemping) zijn er weinig specifieke bijwerkingen.